# Jonekura Csihiro
Jonekura Csihiro (米倉千尋; Hepburn-átírással: Yonekura Chihiro, Jokohama, 1972. augusztus 19. –) japán énekesnő, elsősorban anime nyitó- és záródalokat énekel. Már a debütáló "Arasi no Naka de Kagajaite" (嵐の中で輝いて) dala nagyon ismert lett, és hamar nagy rajongóbázist alakított ki magának. Szintén nagyon ismert dala lett a "10 Years After" című dal, mely több albumára is felkerült. Az elején nagyon ismert és kedvelt énekesnő volt, de már nem tud versenybe szállni a mai divatos japán zenével, így népszerűsége egyre inkább visszaesik, de zenéje továbbra is az igényesebb, dallamosabb pop zenék közé sorolható. Nemcsak szakmai, de emberi barátság köti Okui Maszami japán énekesnőhöz, akivel 2003-ban megalapították az r.o.r/s nevezetű duót, de csak egy évig élt. Egy album és két kislemez után feloszlottak. Az énekesnő a mai napig énekel, rendszeresen fellép az évente megrendezendő Animelo Summer Live rendezvényen, valamint 2009 szeptemberében megjelenteti új albumát.

## Diszkográfia
- Believe (1996. július 5.)
- Transistor Glamour (1997. június 21.)
- always (1998. augusztus 21.)
- Colours (1999. november 3.)
- apples (2000. október 25.)
- Little Voice (2001. február 21.)
- jam (2002. március 13.)
- Spring ~Start on a journey~ (2003. február 26.)
- azure (2004. február 26.)
- BEST OF CHIHIROX (2004. május 26.)
- Cheers (2005. február 23.)
- Fairwings (2006. február 8.)
- Kaleidoscope (2007. április 25.)
- Ever After (2008. június 25.)
- Departure (2009. szeptember 30.)